# ごきげんいかが
『ごきげんいかが』は、1981年8月1日に発売された太田裕美の14枚目のアルバム。1998年にCD化された。

## 解説
- シングルA面曲の収録はないが、「Silky Morning」は21枚目のシングル『君と歩いた青春』（同年8月26日発売）のB面に収録された。
- ジャケットは写真ではなく、墨絵風のイラストである。後に当時のディレクターの白川隆三は、25周年記念BOXの解説の中で「気に入らなかった」と言っている。
- オリコンチャート47位。

## 収録曲
1. Good-bye シーズン
  - 作詩：山川啓介、作曲：網倉一也、編曲：大村雅朗
2. We Love バイキン君
  - 作詩：小此野木七枝子、作曲：網倉一也、編曲：井上鑑
3. Silky Night
  - 作詩：小此野木七枝子、作曲：網倉一也、編曲：井上鑑
4. 涙のRainy Day
  - 作詩・作曲：太田裕美、編曲：大村雅朗
5. トロイメライ
  - 作詩：小此野木七枝子、作曲：網倉一也、編曲：井上鑑
6. Silky Morning
  - 作詩・作曲：太田裕美、編曲：井上鑑
7. 風たち
  - 作詞：小此野木七枝子、作曲：網倉一也、編曲：大村雅朗
8. ぬれた瞳
  - 作詩：康珍化、作曲：網倉一也、編曲：大村雅朗
9. Dreamy Night
  - 作詩・作曲：太田裕美、編曲：大村雅朗
10. 美しい友に
  - 作詩：山川啓介、作曲：網倉一也、編曲：大村雅朗